# Ericeia amplipennis
Ericeia amplipennis là một loài bướm đêm trong họ Erebidae.